# Chop Shop
Pour plus de détails, voir Fiche technique et Distribution.
Chop Shop est un film indépendant américain réalisé et écrit par Ramin Bahrani et sorti en 2007 aux États-Unis et le 15 octobre 2008 en France.

## Fiche technique
- Titre : Chop Chop
- Réalisation : Ramin Bahrani
- Scénario : Bahareh Azimi et Ramin Bahrani
- Société de production : Muskat Filmed Properties LLC, Noruz Films et Big Beach Films
- Pays de production : États-Unis
- Langue originale : Anglais
- Genre : Comédie dramatique
- Durée : 84 minutes
- Dates de sortie :
  - États-Unis : 17 novembre 2007
  - France : 15 octobre 2008
- Lieux de tournage : Queens à New York

## Distribution
- Alejandro Polanco : Ale
- Isamar Gonzales : Isamar
- Ahmad Razvi : Ahmad
- Carlos Zapata : Carlos
- Rob Sowulski : Rob

## Distinctions
- 2008 : Prix du meilleur réalisateur au festival du film de Philadelphie